# Fedwire
Fedwire (англ. Federal Reserve Wire Network, Федеральная автоматизированная система денежных переводов) — электронная система для осуществления брутто-расчётов в режиме реального времени, управляемая Федеральными резервными банками и позволяющая осуществлять перевод средств между участниками (по оценке на 19.03.2009 свыше 9200). Подключённые к сети Fedwire кредитные организации совершают свыше 99% всех платежей в США. 
Вместе с Clearing House Interbank Payments System (CHIPS), управляемой частной Clearing House Payments Company, Fedwire — это основная американская сеть для крупных переводов или требующих немедленной обработки внутренних и международных платежей. Как правило, перевод осуществляется в течение нескольких минут. Система разработана таким образом, чтобы быть максимально отказоустойчивой и иметь резервирование.
Средний объём ежедневных переводов в 2007 составлял приблизительно 2,7 триллионов долларов, среднее число платежей — приблизительно 537 000.

## История
Проводка электронных переводов федеральными резервными банками началась с 1915. В 1918 банками была создана телекоммуникационная система для обработки платежей, объединявшая все 12 резервных банков, Федеральную резервную систему и Казначейство США при помощи телеграфа. Перевод казначейских ценных бумаг стал возможен в 1920-х гг. Передача данных осуществлялась преимущественно по телеграфу до начала 1970-х. До 1981 услуги Fedwire предоставлялись бесплатно и были доступны только банкам-участникам. По закону «О дерегулировании депозитных учреждений и денежно-кредитном контроле» (англ. Depository Institutions Deregulation and Monetary Control Act, 1980) большинство финансовых услуг федеральных банков, включая денежные переводы и хранение ценных бумаг, стали предоставляться на платной основе, а депозитные учреждения, не являвшиеся участниками системы, получили доступ к этим платным услугам. Совсем недавно, с развитием мобильных технологий, появилось много альтернативных способов электронных переводов средств . Эти альтернативные способы меняют способы совершения платежей, поскольку все меньше и меньше людей используют традиционные банковские методы для перевода денег. Вместо того, чтобы переводить деньги из банка в банк, они предпочитают переводить средства напрямую другой стороне через мобильное приложение. С меньшим количеством людей, использующих традиционные банки, и меньшим количеством людей, переводящих деньги из банка в банк, объем транзакций, ежедневно проходящих через Fedwire, также, вероятно, снизится. С помощью этого вида электронных денежных переводов корпорации действуют так же, как ФРС, используя свои коммерческие банковские счета для обработки и перевода платежей между физическими лицами. Многие из этих систем, таких как PayPal, Venmo и Биткоин , доступны на мобильных устройствах и обходятся потребителям гораздо дешевле, чем переводы через систему Fedwire. 